# 아로마니아어
아로마니아어(LIMBA Makedon-armânâ, armãneascã armãneshce armãneashti)는 남유럽에서 사용되는 동부 로망스어군에 속하는 언어의 하나이다. 마케도니아 루마니아어, 또는 블라치(Vlach)라고도 부른다. 주로 아로마니아인 사이에서 널리 사용된다.
아로마니아어는 루마니아어와 매우 가깝고 많은 특징 등을 공유하는데, 두 언어의 가장 큰 차이점은 루마니아어가 주변의 헝가리어 및 슬라브족의 여러 언어들에게 영향을 받은데 비하여 아로마니아어는 그리스어의 영향을 크게 받은 점이다.

## 음운

### 홀소리
|    | 전설 | 중설 | 후설 |
| -- | ---- | ---- | ---- |
| 고 | i    | ɨ    | u    |
| 중 | e    | ə    | o    |
| 저 |      | a    |      |

### 닿소리
|      |        |      | 순 | 치/ 치경 | 후치경 | 경구개 | 연구개 |
| ---- | ------ | ---- | -- | -------- | ------ | ------ | ------ |
| 파열 | 파열   | 무성 | p  | t        |        | c      | k      |
| 파열 | 파열   | 유성 | b  | d        |        | ɟ      | ɡ      |
| 파찰 | 파찰   | 무성 |    | t͡s       | t͡ʃ     |        |        |
| 파찰 | 파찰   | 유성 |    | d͡z       | d͡ʒ     |        |        |
| 마찰 | 평음   | 무성 | f  | θ        |        |        | x      |
| 마찰 | 평음   | 유성 | v  | ð        |        |        | ɣ      |
| 마찰 | 치찰음 | 무성 |    | s        | ʃ      |        |        |
| 마찰 | 치찰음 | 유성 |    | z        | ʒ      |        |        |
| 비   | 비     | 비   | m  | n        |        | ɲ      |        |
| 전동 | 전동   | 전동 |    | r        |        |        |        |
| 접근 | 접근   | 설측 |    | l        |        | ʎ      |        |
| 접근 | 접근   | 중설 |    |          |        | j      | w      |

## 같이 보기
- 동부 로망스어군
- 로망스어군
- 로마 제국의 유산